# Ye Chit
Ye Chit (ur. 12 grudnia 1937) – birmański bokser wagi piórkowej, uczestnik Letnich Igrzysk Olimpijskich 1956.
Jedyny swój pojedynek na igrzyskach Ye Chit stoczył 27 listopada. Zaczynał on zmagania od drugiej rundy, ponieważ w pierwszej miał wolny los. W pojedynku o ćwierćfinał poniósł porażkę przez decyzję sędziów z Japończykiem Shinichiro Suzukim, który odpadł w następnej rundzie.